# Robert Fabian
Robert Fabian (* 11. června 1969) je český spisovatel literatury převážně military science-fiction.
Kromě data narození a přehledu vydaných knih není o autorovi nic známo. Podle vyjádření nakladatelství Straky na vrbě, ve kterém vydává své knihy, si autor přeje setrvat v anonymitě. Je známo, že autor dlouhá léta působí (působil) v ozbrojených složkách.

## Dílo
- Mariňáci, Straky na vrbě, Praha 2000, akční román ze žánru military sci-fi, odehrávající se ve vzdálené, nepříliš šťastné budoucnosti lidstva, sledující osudy elitní vojenské jednotky, zvané podle svých dávných předchůdců tradičně mariňáci - námořní pěchota.
- Planeta mezi dvěma slunci, Straky na vrbě, Praha 2002, sci-fi román s prvky hororu odehrávající se na neznámé pusté avšak okysličené planetě, kde ztroskotá vesmírná loď převážející přes dvě stovky odsouzenců do vzdálené vesmírné věznice.
- Carpe Diem, Straky na vrbě, Praha 2005, dvoudílný román opět ze žánru military sci-fi a ze stejného vesmíru jako Mariňáci. Kniha však není jejich pokračováním. V centru pozornosti je sice opět vesmírná námořní pěchota, ale příběh se odehrává podstatně dříve a s jinými hrdiny. Vydání z roku 2012 obsahuje ještě povídku Ledová cesta.
- Hvězda, Straky na vrbě, Praha 2007, dvoudílný drsný military sci-fi román z prostředí chudinských slumů i luxusních soukromých asteroidů, jehož hlavním hrdinou je profesionální zabiják.
- Epizit, sci-fi povídka v antologii Třpyt mečů, záblesky laserů, Straky na vrbě, Praha 2008, volně svým prostředím navazující na román Hvězda,
- Semper fi, Straky na vrbě, Praha 2009, volné pokračování drsné military sci-fi Carpe Diem.
- Dies irae, Straky na vrbě, Praha 2014, další příběhy s hrdiny drsné sci-fi military Carpe diem.[2]